# Хунвэй
Хунвэ́й (кит. упр. 宏伟, пиньинь Hóngwěi, буквально: «Мощный») — район городского подчинения городского округа Ляоян провинции Ляонин (КНР).

## История
Район был образован в 1976 после постройки здесь нефтеперерабатывающего комбината.

## Административное деление
Район Хунвэй делится на 4 уличных комитета и 2 посёлка.

## Соседние административные единицы
Район Хунвэй на севере и западе граничит с районом Тайцзыхэ, а с востока и юга — с уездом Ляоян.